# Wörth an der Isar
Wörth é um município da Alemanha, no distrito de Landshut, na região administrativa de Niederbayern , estado de Baviera.